# ビジャミエル・デ・トレード
ビジャミエル・デ・トレード（Villamiel de Toledo）は、スペイン・カスティーリャ＝ラ・マンチャ州トレド県のムニシピオ（基礎自治体）。

## 地名
ビジャミエル・デ・トレードは長い歴史の間、Villamellis、Bilamil、Bilamiel、Vyllamiel、Viyamielなどの名称で呼ばれ、その後フエンテ・エルモーサ侯爵の所領となり、1674年までVillamiel de Fuente Hermosa（ビジャミエル・デ・フエンテ・エルモーサ）と呼ばれた。

## 地理
ビジャミエル・デ・トレードはフエンサリーダ、カマレニージャ、バルガス、リエルベス、ウエーカスの各自治体と隣接する。

### 人口
2011年1月1日現在の人口は931人。
| ビジャミエル・デ・トレードの人口推移 1900－2010         |
|                                                         |
| 出典:INE（スペイン国立統計局）1900年 - 1991年、1996年 - |

## 歴史
ビジャミエル・デ・トレードは、トレドに属する小集落として、12世紀半ば以来存在していたことが記録に残されている。1228年にエル・ビソの恩賞地とオルモスの代官管轄区となった。
フエンテ・エルモーサ侯爵の支配権下にあった1674年にVillaの宣言を行い、1704年にペドロ・ロブレス・コルバランに売却された。

## 政治
自治体首長はカスティーリャ＝ラ・マンチャ国民党（Partido Popular de Castilla-La Mancha）のフェルナンド・ヒメネス・オルテーガ（Fernando Jiménez Ortega）で、自治体評議員は、カスティーリャ＝ラ・マンチャ国民党：4、カスティーリャ＝ラ・マンチャ社会党（Partido Socialista de Castilla-La Mancha、PSCM-PSOE）：3となっている（2011年5月22日の自治体選挙結果、得票順）。
| 1999年6月13日自治体選挙 |        |        |          |
| 政党                    | 得票数 | 得票率 | 獲得議席 |
| PSOE-PROG.              | 198    | 57.23% | 4        |
| PP                      | 144    | 41.62% | 3        |

| 2003年5月25日自治体選挙 |        |        |          |
| 政党                    | 得票数 | 得票率 | 獲得議席 |
| PSOE                    | 203    | 52.45% | 4        |
| PP                      | 179    | 46.25% | 3        |

| 2007年5月27日自治体選挙 |        |        |          |
| 政党                    | 得票数 | 得票率 | 獲得議席 |
| PP                      | 251    | 50.40% | 4        |
| PSOE                    | 241    | 48.39% | 3        |

| 2011年5月22日自治体選挙 |        |        |          |
| 政党                    | 得票数 | 得票率 | 獲得議席 |
| PP                      | 296    | 54.81% | 4        |
| PSOE                    | 229    | 42.41% | 3        |

### 司法行政
ビジャミエル・デ・トレードはトリーホス司法管轄区に属す。